# Bârzava, Arad
Bârzava (în maghiară Marosborsa, alternativ Berzova) este satul de reședință al comunei cu același nume din județul Arad, la limita între regiunile istorice Banat și Crișana, România. La recensământul din 2020, satul avea o populație de 2800 locuitori. Prima atestare documentară a localității Bârzava datează din anul 1471.
Comuna Bârzava este una dintre cele mai întinse comune din județ cu o suprafață de 25,643 de hectare, având în componență satele Bătuța, Căpruța, Dumbrăvița, Groșii-Noi, Monoroștia, Slatina de Mureș (așezată la poalele munților Zărandului) și Lalașinț,( sat așezat pe malul stâng al Mureșului pe partea Banatului).